# Lechria sublaevis
Lechria sublaevis là một loài ruồi trong họ Limoniidae. Chúng phân bố ở miền Australasia.